# Chatroom
Een chatroom of chatbox is een virtuele ruimte op het internet waar men kan chatten. Een letterlijke vertaling uit het Engels is 'praatjeskamer' of 'kletskist'. Het werkwoord to chat in de betekenis van 'kletsen', 'babbelen' of 'praatjes maken' (zonder waardeoordeel) werd het eerst gesignaleerd rond het jaar 1440. Nog oudere woordvormen zijn chatter en chiteren.
Voor de komst van het internet bestonden er al telefoonnummers – altijd betaalnummers – waar men met meerdere onbekenden kon praten. In de volksmond werden die als 'babbelbox' of 'babbellijn' aangeduid. De komst van internet en hiermee van chatrooms heeft de telefonische babbelboxen grotendeels verdrongen, aangezien met via een chatroom (bijna) gratis met anderen kan praten.
Een chatroom is veelal ingebed in een webpagina op het internet waar mensen (met gelijkaardige interesses) elkaar ontmoeten en 'praten'. Dat gebeurt door tekstberichten in te tikken. De berichten worden verzonden naar de server en gedownload binnen de Java-applicatie of het ActiveX-object op de pagina. Ook wordt er voor het transport van de communicatie wel gebruikgemaakt van het IRC-protocol, waarbij meerdere IRC-servers één netwerk kunnen vormen. Men kiest een nickname oftewel een pseudoniem, en men kan soms ook een avatar kiezen. Soms biedt de chatroom de mogelijkheid foto's uit te wisselen, of elkaar via een webcam te zien.
Door zich aan te melden onder een pseudoniem, kan een chatter anoniem blijven. Jongeren gebruiken vaak een fonetisch turbotaaltje dat voor veel volwassenen onverstaanbaar is. Voor kinderen en jongeren is chatten een van de populairste communicatievormen en internetactiviteiten.
Er zijn open en gesloten chatboxen. Open chatboxen vind je op een website, gesloten chatboxen moet je downloaden. Een open chatbox, waar je je aanmeldt met een 'nickname' (schuilnaam), is toegankelijk voor iedereen. Je weet niet wie je er zal ontmoeten en je weet niet of iemand is wie/wat hij/zij beweert te zijn. Dit kan als spannend worden ervaren, maar kan ook riskant zijn. Open chatboxen kennen meestal een 'open' ruimte waar geplaatste berichten voor iedereen zichtbaar zijn. Vaak bestaan er in een chatbox meerdere open ruimtes of 'kanalen' in een enkele chatbox met een titel die zich op een zekere doelgroep of gespreksonderwerp richt: 'algemeen', 'tieners', 'jongvolwassenen', '50+', 'alleenstaand', 'homo', 'lesbisch', 'bi', 'politiek', 'auto's', 'geschiedenis', etc. Binnen een kanaal kan men met een ander privégesprekken voeren.
Open chatboxen kennen daarnaast soms ook chatroulette. Dit is een systeem waarbij chatters willekeurig in een-op-eenprivégesprekken bij elkaar worden gebracht, maar waarbij elke chatter met een druk op de knop het gesprek kan beëindigen waarna beiden aan anderen worden gelinkt. Vaak wordt er wel rekening gehouden met geslacht en leeftijd zodat de kans groter is dat beide chatters bij elkaar passen en daadwerkelijk gaan chatten.
Chatten via het instant-messaging-programma Windows Live Messenger (voorheen MSN Messenger) en Yahoo! Messenger verschilt van chatten in een open chatbox doordat je toestemming moet krijgen om met een bepaalde persoon te mogen chatten, en doordat de gebruiker zelf toestemming moet geven om hiermee te kunnen chatten.
Chatters kunnen altijd, zowel op open als op gesloten chatboxen, een gebruiker blokkeren, waardoor contact met deze gebruiker niet mogelijk is zolang de blokkade in stand blijft. Op deze manier kan worden voorkomen dat te opdringerige chatters anderen voortdurend met ongevraagde privéberichten lastigvallen. 

## Risico's en veiligheid
Fakers, oftewel personen die met dubbelzinnige bedoelingen op een chatbox inloggen, vormen een groot probleem op chatboxen. Veel fakers proberen minderjarigen aan te zetten tot cyberseks of tot het maken van een seksdate, maar ook oplichting, grappenmakerij, stalking, cyberpesten, haatzaaien, ronseling en aanzetten tot radicalisering, commerciële misleiding en andere ongewenste praktijken of misdrijven kunnen hiervan het motief of resultaat zijn. Om die reden wordt het veelal afgeraden om persoonlijke informatie te verstrekken en censureren of bannen sommige chatboxen zelfs chatters die dit toch proberen.
Ook moderators en registratie-eisen kunnen bijdragen aan de veiligheid van een chatbox. Sommige open chatrooms worden 'bewaakt' door een moderator, die de gesprekken volgt en kan beslissen om bepaalde boodschappen niet te laten verschijnen (bv. vanwege obsceen of racistisch taalgebruik). In de meeste chatrooms is echter geen moderator aanwezig, en bovendien is het meestal onbegonnen werk voor moderators om ieder privébericht te controleren. Daarom hanteren veel chatboxen censuur waarbij bepaalde woorden (meestal schunnige of racistische woorden, en soms e-mailadressen en telefoonnummers) automatisch onherkenbaar worden gemaakt. Dit is echter te omzeilen door opzettelijk een tikfout aan te brengen (bijv. 'neiken' in plaats van 'neuken'). Wel kan een chatter bij hen klagen over misdragingen door een ander waarop de moderator sancties kan toepassen, zoals een waarschuwing of ban (blokkering). Ook is het mogelijk dat men slechts kan chatten wanneer men zich eerst registreert. Hoewel dit de risico's niet volledig wegneemt, werpt het vaak wel een zekere drempel op voor kwaadwillenden.
De toelatingsvoorwaarde maakt chatten via een gesloten chatbox als MSN veiliger dan via open chatboxen. Tenminste, als de chatter zijn veiligheid ter harte neemt. En daar loopt het in de praktijk weleens fout: sommige jongeren houden ervan hun contactlijst zo lang mogelijk te maken en er ook onbekenden aan toe te voegen. Vervolgens kunnen zonder enige controle foto's of persoonlijke gegevens worden uitgewisseld. Veel fakers leggen het contact op een open chatbox en wisselen vervolgens e-mailadressen uit om dit contact voort te zetten op een gesloten chatbox, waar ook geen controle of moderators aanwezig zijn.
Veel chatboxen hebben bovendien leeftijdseisen. Een tienerchat is er bijvoorbeeld voor personen van 12 tot 18, een volwassenen- of erotische chat voor 18+, en dan zijn er soms ook chatboxen voor andere leeftijdscategorieën. Deze maatregel is overigens vrij makkelijk te omzeilen aangezien men iedere leeftijd in kan vullen die men wil.
Voor sommige mensen, met name wanneer zij onvoldoende bevrediging uit hun eigen sociale leven haalden, kan een chatbox zeer verslavend zijn. Dit was al het geval bij de telefonische babbelboxen, met hoge telefoonrekeningen (tot meer dan duizend euro) tot gevolg. Via een internet-chatroom kan men (bijna) gratis met anderen praten, maar het nadeel hiervan is dat de verslaving langer kan voortwoekeren. Werk, huishouden en andere taken worden verwaarloosd om maar te kunnen blijven chatten. Men kan hier een parallel zien met (online)gameverslaving en (cyber)seksverslaving.

## Openbare chatboxen
Veel openbare chatboxen werken via een zogeheten directe socketconnectie waardoor de berichten zonder tussenkomst van de webbrowser doorgegeven worden. Dit zorgt ervoor dat het transport sneller verloopt.